# Allers Trädgård

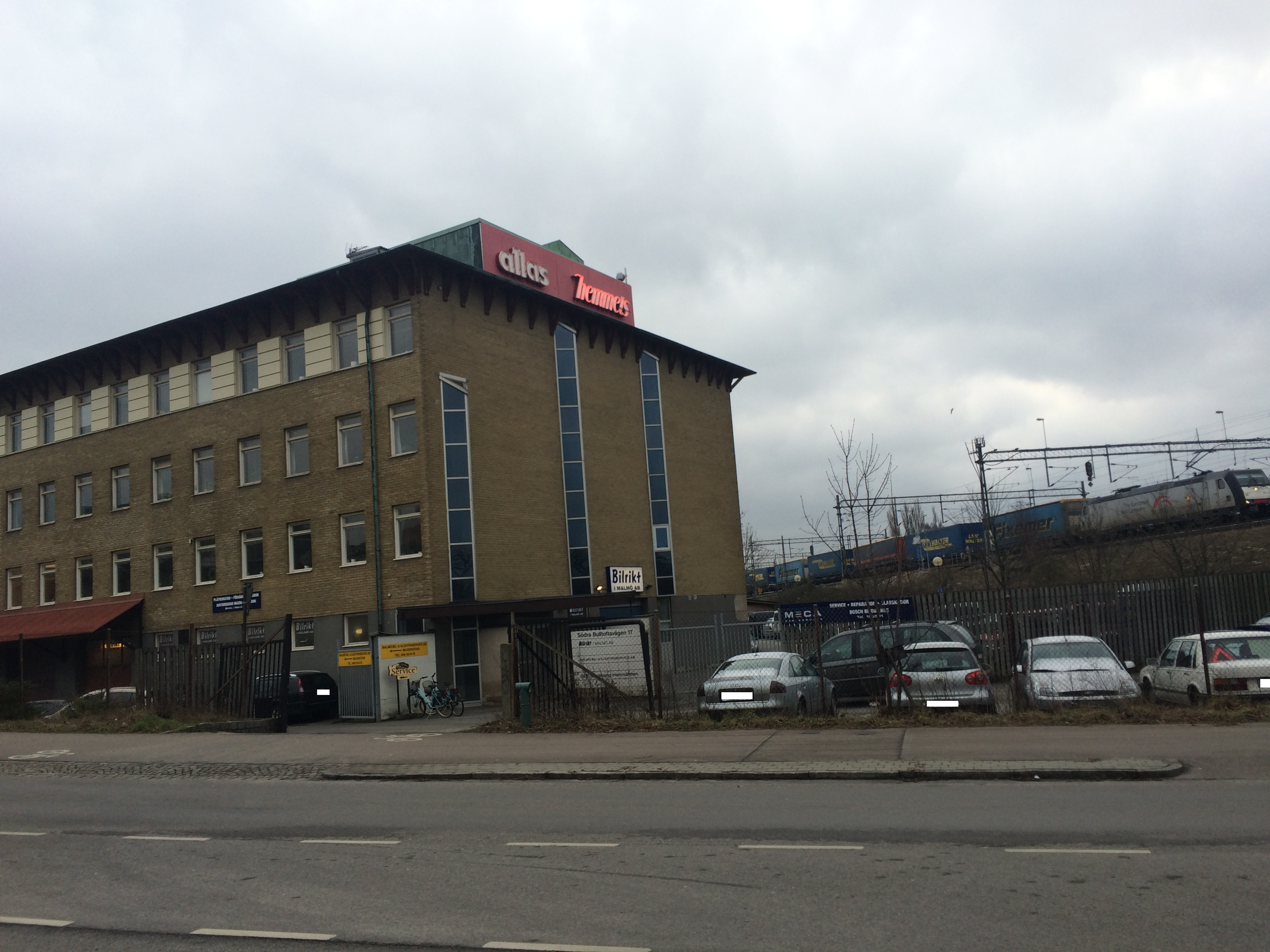
Huvudkontoret hos Allers Trädgård

Allers Trädgård är en tidning om trädgårdsskötsel som givits ut sedan 1998. Här återfinns artiklar om växter, odling, utemöbler, blomsterarrangemang, trädgårdspyssel med mera. Tidningen har även specialister som ger råd och tips. Allers Trädgård utkommer med 11 nummer per år. Tidningen är sprungen ur veckotidningen Allers, som såg ett växande intresse för trädgård, odling och växter i målgruppen.
Chefredaktör och ansvarig utgivare är Susanne Lindén.

## Digital utgåva
Innehållet från Allers Trädgård publiceras sedan 2019 på sajten allas.se under kategorin ”trädgård”, tillsammans med artiklar från bland annat Året Runt, Hemmets veckotidning, Allas Veckotidning och Allers.

## Årets Trädgård
Priset Årets trädgård har delats ut i över 30 år. Utmärkelsen delas ut en gång om året någon gång i augusti-september, numera av Allers Trädgård. Kriterierna lyder: “Trädgården ska vara anlagd och skötas av trädgårdsägaren. Odlingarna ska vara ekologiska utan konstgödsel och giftiga bekämpningsmedel. Alla sorters trädgårdar kan vara med, från kolonilotter till stora trädgårdar och innergårdar i staden.”